# Meglitinida
Las meglitinidas son medicamentos del grupo de antidiabéticos orales indicados en el tratamiento de la diabetes mellitus tipo 2. Al igual que las sulfonilureas, aunque en un sitio de acción distinto, las meglitinidas estimulan a las células beta del páncreas para que liberen insulina por medio de la regulación de la salida de potasio a través de los canales de ese ion dependientes de ATP. La depolarización de la célula estimula un aumento del calcio intracelular, y ello conlleva a un aumento en la fusión de los gránulos transportadores de insulina con la membrana celular y ultimadamente, a un aumento en la secreción de la insulina.

## Farmacología

repaglinida

En la actualidad, se hallan disponibles dos análogos para uso clínico, la repaglinida y la nateglinida. Estas se absorben por el tubo digestivo y alcanzan concentraciones en el plasma sanguíneo en una hora con el uso preprandial múltiple, es decir, antes de cada una de las tres comidas. Ambos análogos se metabolizan en el hígado y sus metabolitos no tienen acción hipoglicemiante.

## Efectos adversos
Se deben utilizar con precaución en pacientes con insuficiencia hepática. El efecto adverso más importante es la hipoglicemia, que aunque es de menor frecuencia que con la administración de sulfonilureas, es un efecto grave que pone en peligro la vida de la persona.
En estudios con estos medicamentos, se demostró que el aumento de peso es generalmente mayor en los participantes tratados con meglitinidas (hasta 3 kg en tres meses), en comparación con metformina, otro fármaco antidiabético oral.